# Litet tjockblad
Litet tjockblad (Bacopa monnieri) är en grobladsväxtart som först beskrevs av Carl von Linné, och fick sitt nu gällande namn av Francis Whittier Pennell. Enligt Catalogue of Life och Dyntaxa ingår Litet tjockblad i släktet tjockbladssläktet och familjen grobladsväxter. IUCN kategoriserar arten globalt som livskraftig. Arten förekommer tillfälligt i Sverige, men reproducerar sig inte. I Sverige säljs arten som akvarieväxt. I Indien går Bacopa monnieri under namnet Brahmi och den används som ayurvedisk naturmedicin. Inga underarter är listade i Catalogue of Life.

## Bilder

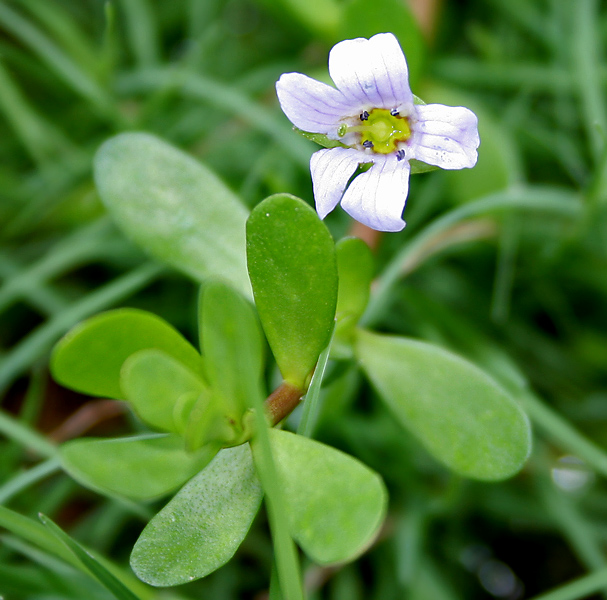